# 达夫妮·肖
达夫妮·肖（英語：Daphne Shaw，1943年9月1日—），澳大利亚女子草地滚球运动员。她曾代表澳大利亚参加1990年和1994年英联邦运动会草地滚球比赛，其中1990年英联邦运动会获得一枚金牌。